# Wietlica obwiedziona
Wietlica obwiedziona, wietlica (Rubiconia intermedia) – gatunek pluskwiaka z podrzędu różnoskrzydłych i rodziny tarczówkowatych.

## Taksonomia
Gatunek opisany został po raz pierwszy w 1811 roku przez Johanna Friedricha Wolffa jako Cydnus intermedia. W rodzaju Rubiconia umieszczony został w 1860 roku przez Carla Augusta Dohrna. Klasyfikowany jest w nim wraz z jeszcze jednym gatunkiem: R. pellata.

## Wygląd

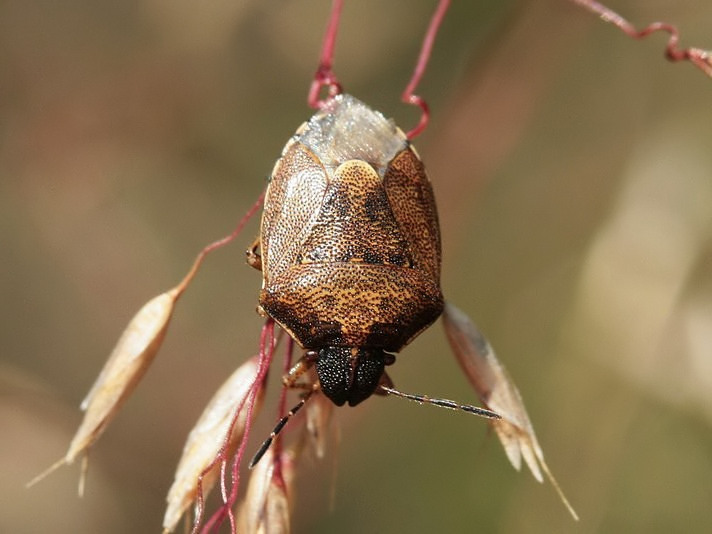
Imago

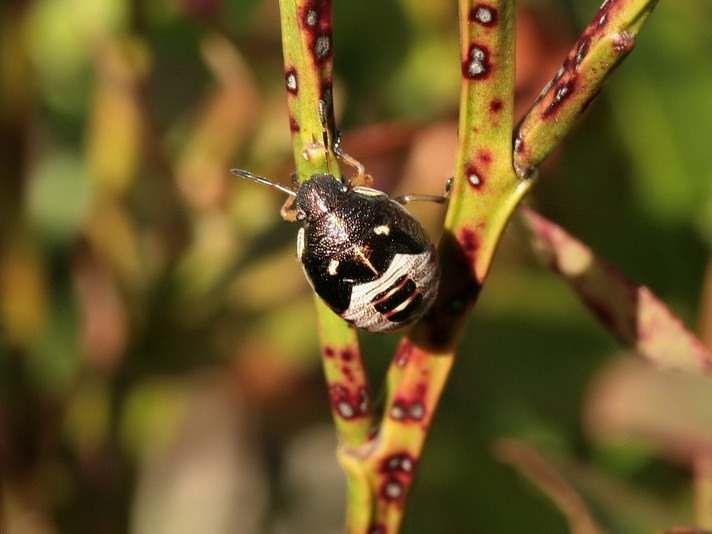
Larwa

Pluskwiak o owalnym w zarysie, słabo wydłużonym, z wierzchu gęsto punktowanym ciele długości od 6 do 7,5 mm. Grzbietowa strona ciała ma ubarwienie głównie brązowe, ale głowa i przód przedplecza są ciemniejsze, a nawet czarne. Spód odwłoka i odnóża są żółto- lub czerwonobrązowe z ciemnym punktowaniem i plamkowaniem. Czułki w nasadowej części są brązowe, a od wierzchołka trzeciego członu wzwyż czarne. Silnie pochylona ku przodowi, wypukła głowa ma gęsto rozmieszczone, duże i głębokie punkty, a na znacznie krótszym od policzków nadustku niepunktowane żebro jaśniejszej barwy, biegnące przynajmniej w jego środkowej części. Brzegi boczne przedplecza są niepunktowane i rozjaśnione do barwy żółtobrązowej, a nawet żółtej. Szeroka, krótsza od przykrywki tarczka ma zwykle rozjaśnioną krawędź wierzchołkową. Półpokrywy cechuje ciemnobrązowa zakrywka. Przed biodrami odnóży przedniej pary nie występują płytkowate rozszerzenia spodu przedtułowia. Na śródpiersiu, między biodrami odnóży leży dobrze widoczne żebro, natomiast brak tam bruzdy. Na pleurytach zatułowia, w oddaleniu od bioder wyraźnie widać ujścia gruczołów zapachowych zaopatrzone w długie, zwężające się ku końcom kanały wyprowadzające. Otoczenie owych ujść jest matowe wskutek pomarszczenia i pobrużdżenia. Odwłok ma trzeci sternit pozbawiony skierowanego do przodu wyrostka. Jego listewka brzeżna jest czarna z jasnymi pasami przy brzegach segmentów.

## Biologia i występowanie
Owad ten zasiedla głównie ciepłe tereny otwarte, jak łąki, polany, ugory i przydroża. Jest polifagicznym fitofagiem ssącym soki roślin. Bytuje na przedstawicielach jasnotowatych, wrzosowatych, bobowatych, trędownikowatych i astrowatych. Zimowanie odbywają owady dorosłe. Opuszczają one zimowiska w kwietniu lub na początku maja. Larwy (nimfy) ostatniego stadium obserwuje się do początku września, natomiast owady dorosłe nowego pokolenia od początku sierpnia. Pozostają aktywne do października.
Na ciele wietlicy stwierdzono jaja parazytoidalnych muchówek z rodziny rączycowatych, przypuszczalnie z rodzaju Gymnosoma, Ectophasia lub pokrewnego.
Gatunek palearktyczny o rozsiedleniu eurosyberyjskim. W Europie znany jest z Francji, Belgii, Holandii, Luksemburga, Szwajcarii, Austrii, Włoch, Niemiec, Danii, Estonii, Łotwy, Litwy, Polski, Czech, Słowacji, Węgier, Ukrainy, Słowenii, Chorwacji, Bośni i Hercegowiny, Czarnogóry, Serbii, Rumunii, Bułgarii, Mołdawii i Rosji. W Polsce występuje głównie na południu kraju, ale podawany był też np. z Pojezierza Mazurskiego i Puszczy Białowieskiej.